# Gali
Gali (georgiano:გალი, abcaz:Гал, Gal) é uma das mais antigas cidades da Geórgia. Situa-se na região separatista da Abecásia, 77 quilômetros a sudeste de Sucumi. Fica no centro do districto de Gali e na Zona de Segurança das Nações Unidas.